# Acmaeodera pubiventris
Acmaeodera pubiventris är en skalbaggsart som beskrevs av Horn 1878. Acmaeodera pubiventris ingår i släktet Acmaeodera och familjen praktbaggar.

## Underarter
Arten delas in i följande underarter:
- A. p. pubiventris
- A. p. lanata
- A. p. yumae
- A. p. panocheae